# Surazomus arboreus
Espèce
Surazomus arboreus est une espèce de schizomides de la famille des Hubbardiidae.

## Distribution
Cette espèce est endémique de l'État d'Amazonas au Brésil,. Elle se rencontre vers Manaus.

## Description
Le mâle holotype mesure 3,42 mm, les mâles mesurent de 2,80 à 3,54 mm.

## Publication originale
- Cokendolpher & Reddell, 2000 : New and rare Schizomida (Arachnida: Hubbardiidae) from South America. Amazoniana, vol. 16, no 1/2, p. 187-212 (texte intégral).